# 郭銓
郭銓（1440年—？），字秉衡，直隸廣平府威縣人，民籍。明朝政治人物。進士出身。

## 生平
順天府鄉試第一百十三名。成化五年（1469年）乙丑科會試第二百二十七名，殿試登進士第三甲第一百五十四名，任戶科給事中。

## 家族
曾祖郭友諒。祖父郭士賢，贈刑部員外郎。父亲郭㻞，曾任刑部郎中。